# أندي فرازير
أندي فرازير (بالإنجليزية: Andy Fraser) هو موسيقي وكاتب أغاني بريطاني، ولد في 3 يوليو 1952 في بادنغتون في المملكة المتحدة، وتوفي في 16 مارس 2015 في تيميكولا في الولايات المتحدة.

## وصلات خارجية
- الموقع الرسمي
- أندي فرازير على موقع IMDb (الإنجليزية)
- أندي فرازير على موقع ميوزك برينز (الإنجليزية)
- أندي فرازير على موقع قاعدة بيانات برودواي على الإنترنت (الإنجليزية)
- أندي فرازير على موقع إن إن دي بي (الإنجليزية)
- أندي فرازير على موقع أول ميوزيك (الإنجليزية)
- أندي فرازير على موقع ديسكوغز (الإنجليزية)